# Odontomera ruficauda
Odontomera ruficauda är en tvåvingeart som beskrevs av Friedrich Georg Hendel 1936. Odontomera ruficauda ingår i släktet Odontomera och familjen Richardiidae. Inga underarter finns listade i Catalogue of Life.